# Indotyphlops longissimus
Indotyphlops longissimus — вид змій родини сліпунів (Typhlopidae).

## Поширення і екологія
Indotyphlops longissimus відомі за голотипом, зібраним у невідомому місці. Типова місцевість виду вказана як "Північна Америка", однак вид близький до азійських сліпунів з роду Indotyphlops.